# Tanja Perskaja-Wisén
Tanja Perskaja-Wisén, född 1947 i Moskva, är en rysk-svensk målare och grafiker.
Perskaja-Wisén studerade först en fyraårig högskoleutbildning i elektronik och radioteknik innan hon studerade konst vid Moskvas Konst och Arkitekturhögskola (VChUTEMAS) 1967–1973. Efter utbildningen arbetade hon som illustratör i Ryssland. Efter att hon flyttade till Sverige 1977 medverkade hon i ett stort antal kurser i etsning, torrnål, högtryck och emaljarbete vid Konstfackskolan och Konstnärernas kollektivverkstad. Separat har hon ställt ut på bland annat Bromfield Gallery i Boston, Gummesons konsthall, Wadköpingshallen i Örebro, Galerie Pfiefer i Wurzburg, Glencairn Museum i Pennsylvania och Lindshammars Glasbruk. Hon har medverkat i ett stort antal samlingsutställningar bland annat i Moskva, Monaco, Frankrike och Sverige. Perskaja-Wisén utgav albumet 16 magiska strukturer, med 16 citat ur August Strindbergs En blå bok och som illustratör har hon bland annat illustrerat Lena Rimås bok Lill-semester på Blåholmen och Jan Wiséns Effektivt projektarbete. Perskaja-Wisén finns representerad vid Stockholms läns landsting, Kalmar läns landsting, Swedish Match, Exportrådet, Preem Petroleum i Stockholm, Glencairn Museum Bryn Athyn i Pennsylvania och Vetlanda konstmuseum.